# Liste der Monuments historiques in Simiane-la-Rotonde
Die Liste der Monuments historiques in Simiane-la-Rotonde führt die Monuments historiques in der französischen Gemeinde Simiane-la-Rotonde auf.

## Liste der Bauwerke
| Bezeichnung      | Beschreibung                  | Standort | Kennzeichnung | Schutzstatus | Datum | Bild           |
| ---------------- | ----------------------------- | -------- | ------------- | ------------ | ----- | -------------- |
| Haus             | Erbaut im 17. Jahrhundert     |          | PA00080489    | Inscrit      | 1932  |                |
| Kirche St-Pierre | Erbaut im 16. Jahrhundert     | (Lage)   | PA00080488    | Classé       | 1922  | weitere Bilder |
| Schloss          | Erbaut im 12./13. Jahrhundert | (Lage)   | PA04000014    | Classé       | 1862  | weitere Bilder |

## Liste der Objekte
- Monuments historiques (Objekte) in Simiane-la-Rotonde in der Base Palissy des französischen Kultusministeriums